# Viejo Sur
El Viejo Sur (en inglés: Old South) es una expresión estadounidense para referirse a la región sureste de Estados Unidos.
Geográficamente, el Viejo Sur es una subregión de los Estados Unidos del Sur, diferenciados del "Sur Profundo" por ser los estados meridionales representados en las Trece Colonias originales de América, así como una manera de describir el antiguo estilo de vida en el sur de Estados Unidos. Culturalmente, el término puede ser utilizado para describir el período anterior a la guerra. En la época colonial, fue dominada, en gran medida, por las plantaciones esclavistas.

## Zona geográfica
Las colonias del Sur fueron: Virginia, Maryland, Carolina del Norte, Carolina del Sur y Georgia.
El "Viejo Sur" se define generalmente en oposición al Sur profundo, que incluye Alabama, Misisipi, Luisiana y Georgia, como también se diferencia aún más de los estados fronterizos interiores, como Kentucky, Virginia Occidental y los estados periféricos del sur como Florida y Texas.
El "Viejo Sur" también se refiere a la tradición de los sureños al votar por Partido Demócrata. Durante el periodo de la Reconstrucción, tras la guerra de Secesión, muchos demócratas perdieron su capacidad de votar. Esto hizo que el Sur fuese republicano hasta 1877, cuando los demócratas sureños regresaron al poder. Recientemente esta predominancia demócrata se ha ido desgastando, pero el Sur conserva su postura conservadora. La mayoría de la población sureña se identifica ahora con el Partido Republicano.